# El amor de mi bohío (película)
El amor de mi bohío es una película mexicana-cubana dirigida y producida por Juan Orol. Fue  estrenada en 1947, protagonizada por Yadira Jiménez y Juan Orol. Basada en el tema musical homónimo del gran compositor cubano Julio Brito Ibáñez, “El pintor melódico de Cuba”, que se puede escuchar al comienzo del film, mientras se presentan los créditos.

## Argumento
La llegada de  una hermosa mujer provoca gran revuelo entre los hombres de una finca azucarera en Cuba. Los paisajes de ensueño de la Isla sirven de fondo a la lucha que se desata por lograr la  seducción de la bella muchacha.

## Reparto
- Yadira Jiménez
- Juan Orol
- José Pulido
- Carlos Badías
- Kiko Mendive
- Ramiro Gómez Kemp
- Norma Mireya
- Juan Pulido
- Chel López
- Ramón Rey
- Aurora Ruiz A.

## Comentarios
Película mexicana filmada en Cuba por el actor y director Juan Orol en un intento por lanzar a la fama a la actriz y bailarina costarricense Yadira Jiménez, quién actuó en diversos roles en el cine mexicano a fines de los años cuarenta y principios de los cincuenta. Sin embargo, Jiménez no llegó a consagrarse ni como primera figura del Cine de rumberas ni tampoco como una de las musas fílmicas de Juan Orol (un privilegio del que sí gozaron las bellas cubanas María Antonieta Pons, Rosa Carmina y Mary Esquivel.
En esta película, intervienen grandes actores de la época, como Carlos Badías, Kiko Mendive, o Ramiro Gómez Kemp, padre de la popular presentadora de televisión, Mayra Gómez Kemp.

## Música de la película[4]
- “El amor de mi bohío” Julio Brito
- “Te he de querer” Mario Álvarez
- “Muñequita de marfil” y “Paréntesis” Ernesto Elizondo
- “El guajiro alegre” Elíseo Grenet
- “Hoja seca” Dr. Roque Carbajo
- “El telefonito” Silvestre Méndez
- “Con un solo pie” Kiko Mendive
- “Rosa Inés” Juan Orol
- Música incidental: Antonio Rosado